# Ballad of the Green Berets
«Балада про „зелених беретів“» (англ. Ballad of the Green Berets) — американська патріотична пісня в баладному стилі про Сили спеціальних операцій (ССО) армії США, відомі через колір форменого головного убору як «зелені берети». Це одна з небагатьох популярних пісень років війни у В'єтнамі, яка представляє військовослужбовців у позитивному світлі. У 1966 році балада стала головним хітом США, який протягом кількох тижнів посідав першу сходинку музичних чартів Billboard Hot 100 та Cashbox.
Автором пісні став штаб-сержант ССО Баррі Седлер, якому допоміг письменник Робін Мур, що вже був відомим своєю книгою «Зелені берети» (1965). Пісня, зокрема, присвячена спеціалісту 5 рангу Джеймсу Габріелю, оператору ССО, першому корінному гавайцю, який загинув у В'єтнамі 8 квітня 1962 року. Ім'я Габріеля згадується в початковому тексті пісні, але не було використане в остаточній версії.
Баррі Седлер записав цю пісню та одинадцять інших мелодій у Нью-Йорку в грудні 1965 року. Пісня як сингл та у складі альбому «Ballads of the Green Berets» випущена в січні 1966 року. 30 січня 1966 року Сендлер виконав «Баладу про „зелених беретів“» на телебаченні в шоу Еда Саллівана.
Пісня була перекладена різними мовами та використовується з невеликими змінами підрозділами спеціального призначення Нідерландів, Хорватії та ПАР. Існує українська версія «100 бійців» з текстом Олекси Негребецького, написана 2014 року.